# Paranaphoidea densiciliata
Paranaphoidea densiciliata är en stekelart som beskrevs av Girault 1939. Paranaphoidea densiciliata ingår i släktet Paranaphoidea och familjen dvärgsteklar. Inga underarter finns listade i Catalogue of Life.